# Fadder Teiresias vår
Fadder Teiresias vår är en roman av Peter Kihlgård utgiven 1988. Den är inspirerad av och handlar om den mytologiska gestalten Teiresias i grekisk mytologi. För romanen tilldelades Kihlgård Aftonbladets litteraturpris och Tidningen Vi:s litteraturpris. 

## Mottagande
”Kihlgård har gjort all tid till sin, förfogar suveränt över ett rikt mytologiskt stoff, väver samman olika geografiska rum och tidsplan – det som tydligast framstår efter läsningen är romanens fysiska påtaglighet – Bl.a. därför har Teiresias blivit en av de märkligaste litterära gestalter jag träffat på ... hans stil är både exakt och varierad, än drastisk, än lågmäld, rik på iakttagelser, dofter, färger och tonfall. Det är en lust att läsa honom.” – Ingrid Elam i Sveriges Radios Kulturnytt.